# 舍夫琴科韋 (波洛希市鎮)
47°22′38″N 36°10′14″E / 47.37722°N 36.17056°E
舍夫琴科韋（烏克蘭語：Шевченкове）是位於烏克蘭東南部的村莊，由扎波羅熱州波洛希區的波洛希市鎮負責管轄。該村始建於1790年，面積6.76平方公里，海拔高度151米，2001年人口737，人口密度每平方公里109.1人。